# Tupanci
Tupanci (em cirílico: Тупанци) é uma vila da Sérvia localizada no município de Valjevo, pertencente ao distrito de Kolubara. A sua população era de 120 habitantes segundo o censo de 2011.

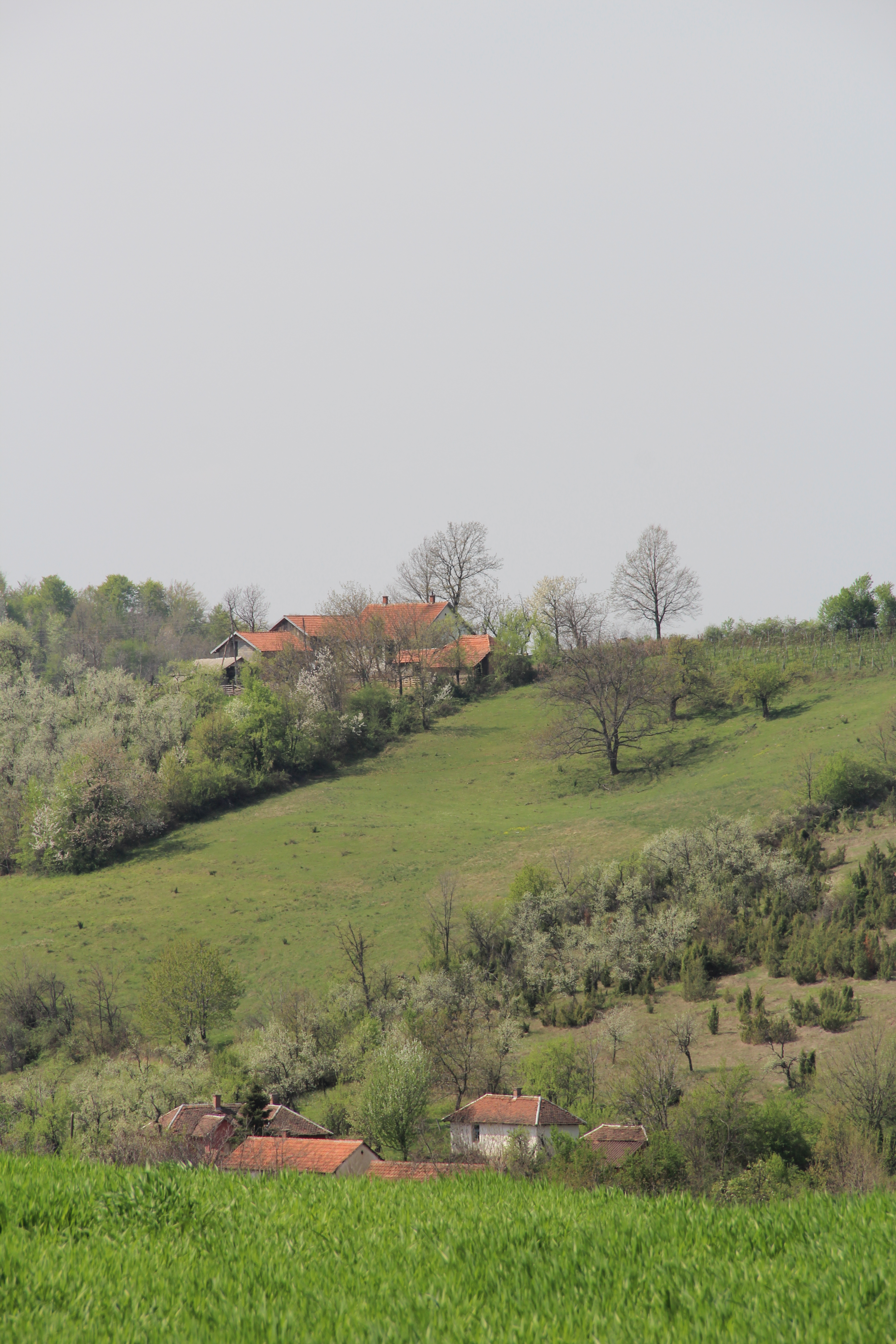
Tupanci - panoarama
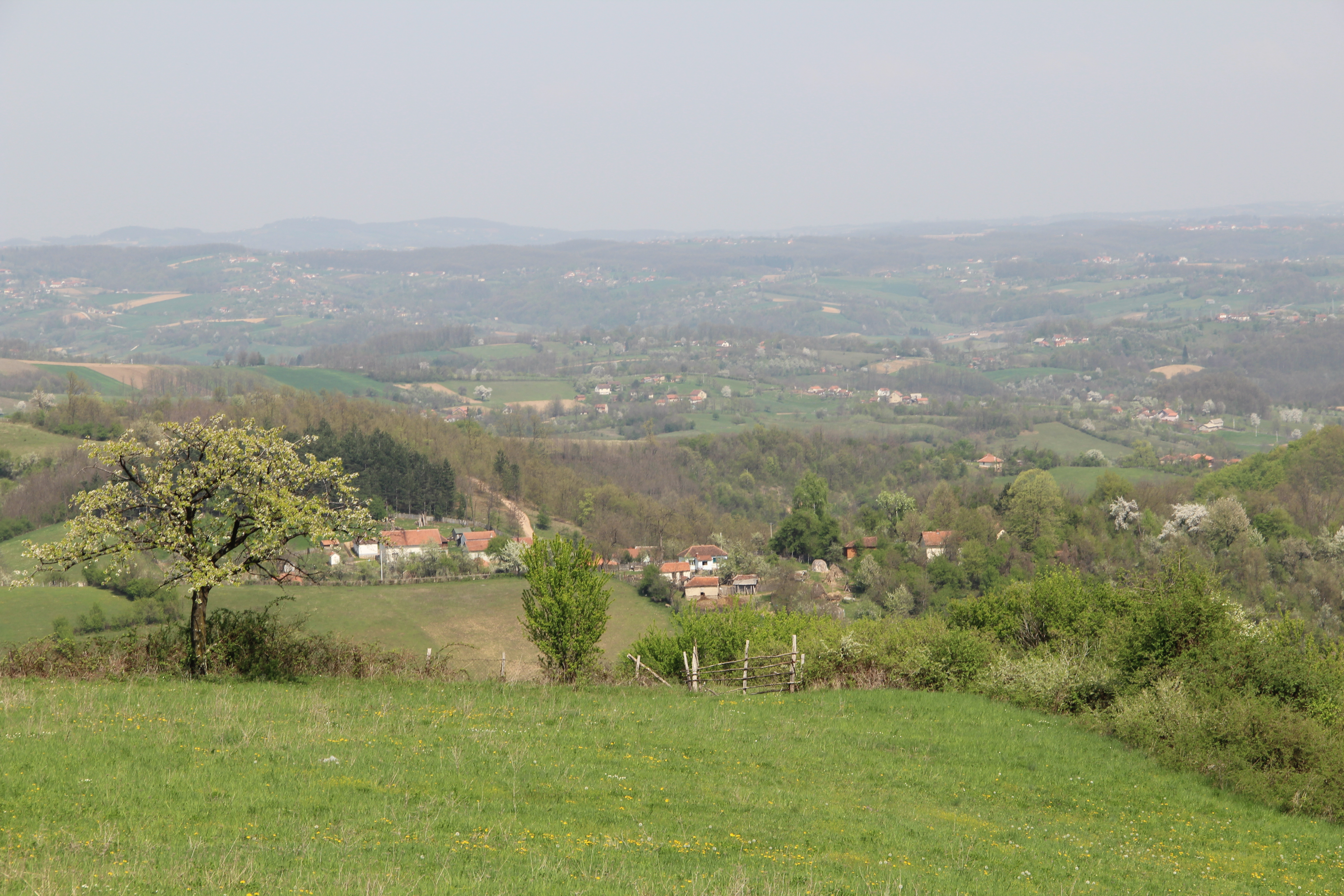
Tupanci - panoarama
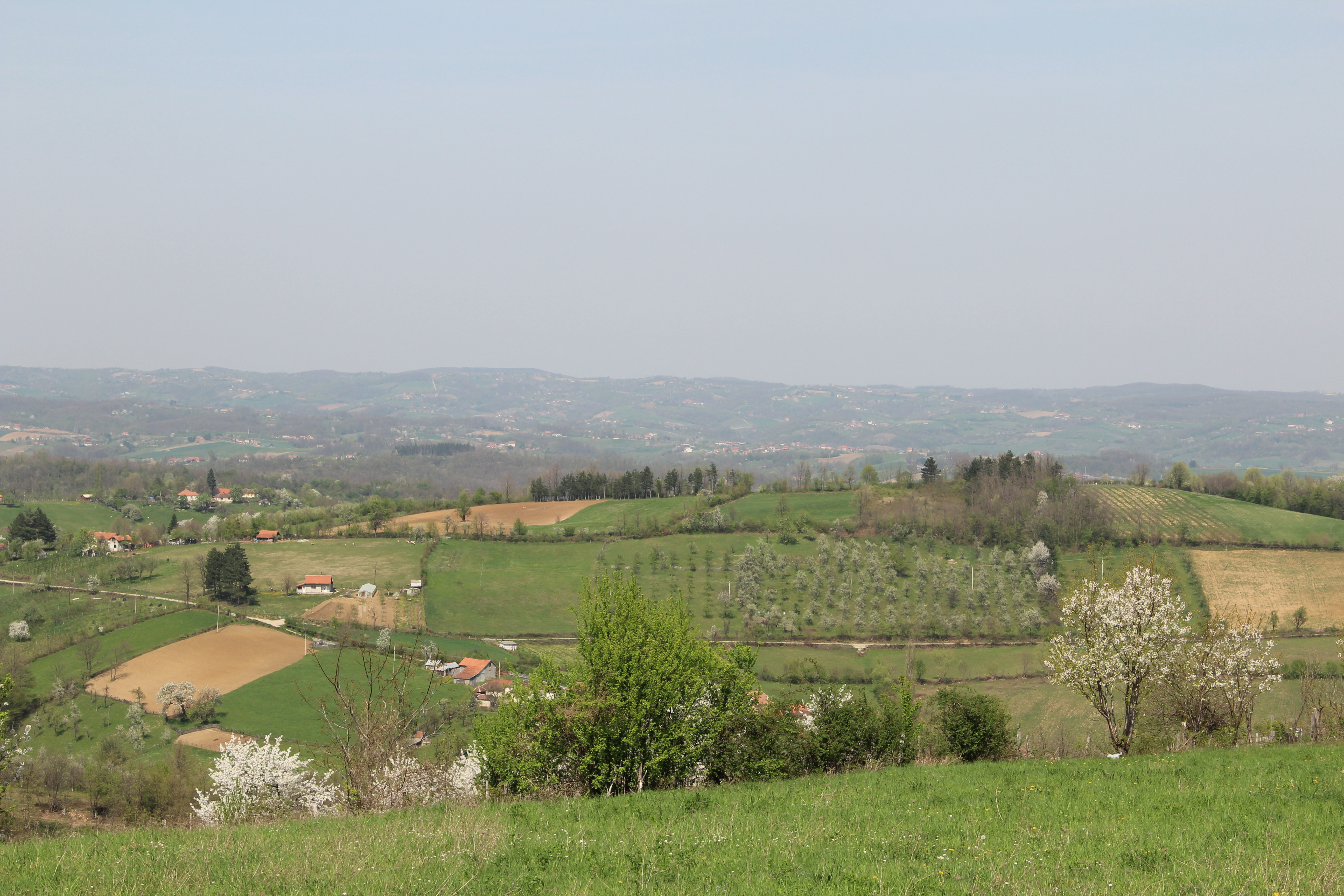
Tupanci - panoarama
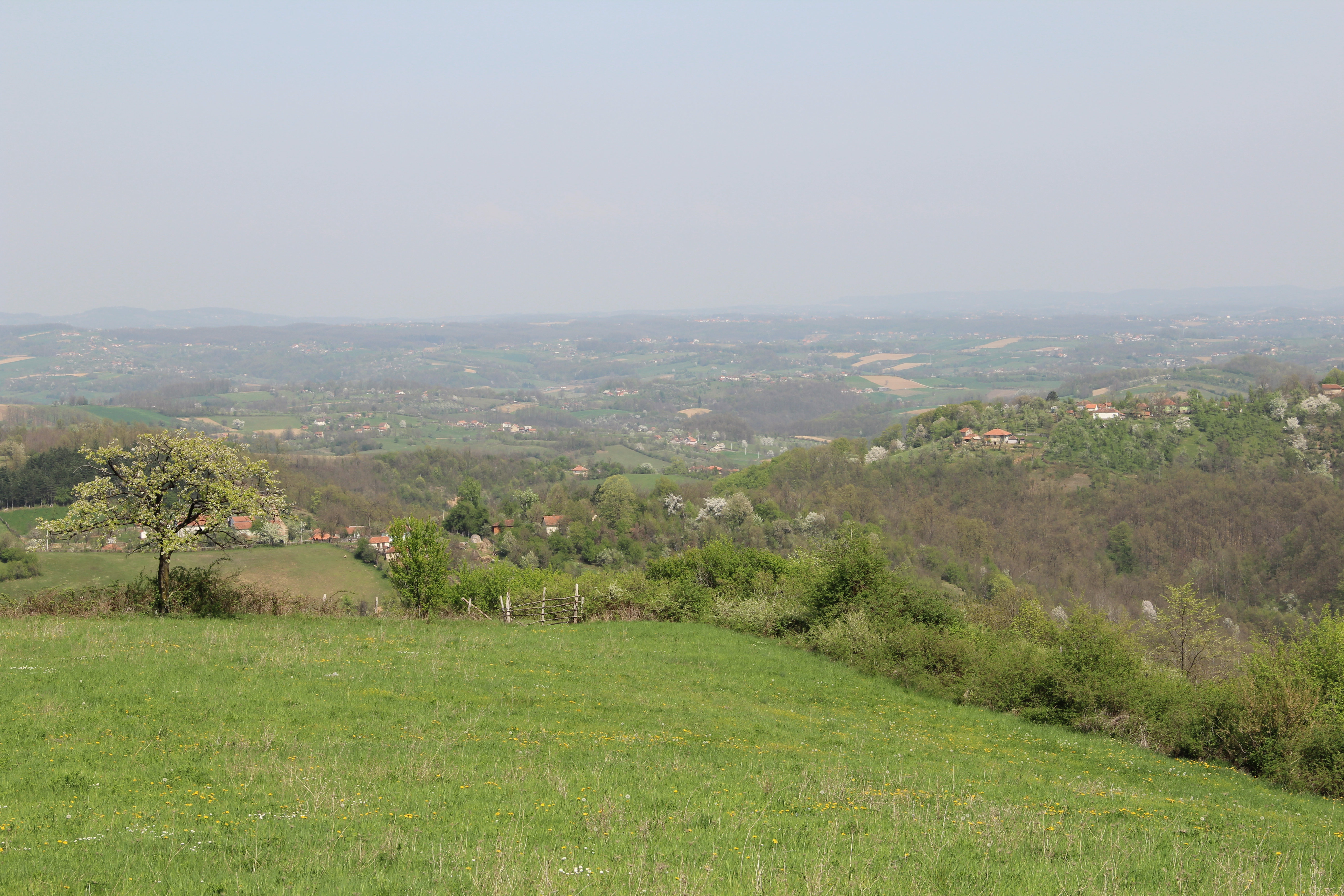
Tupanci - panoarama
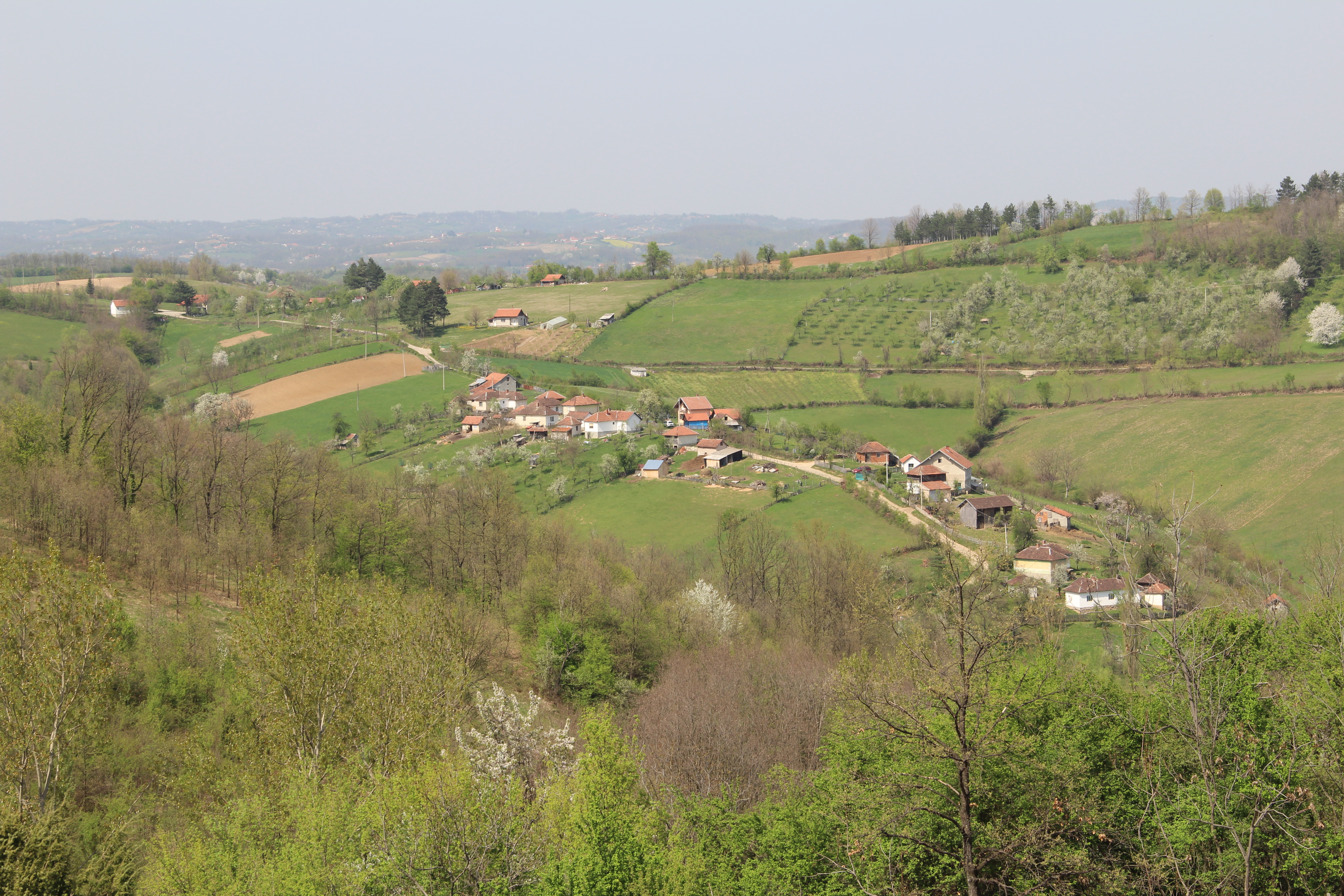
Tupanci - panoarama
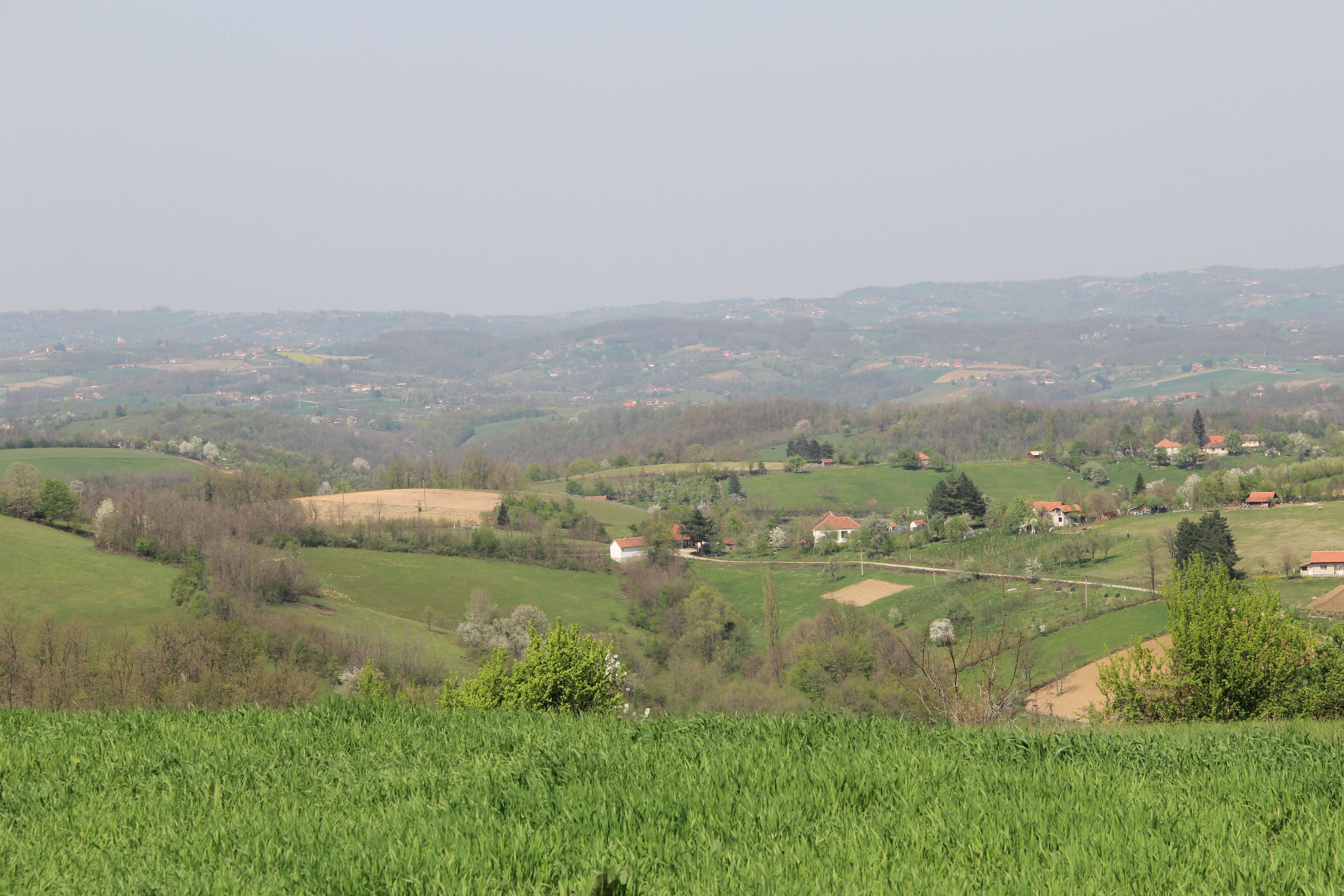
Tupanci - panoarama
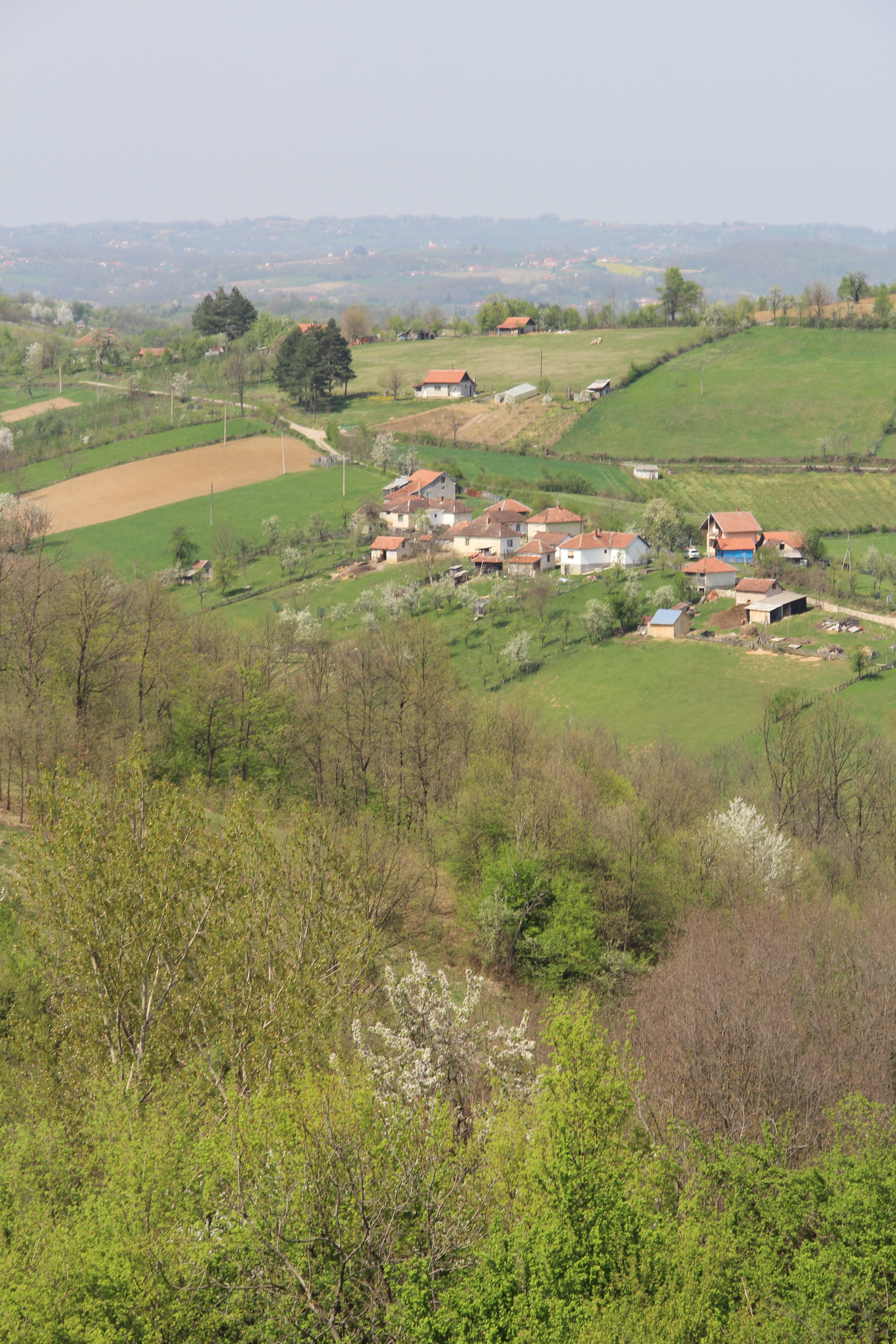
Tupanci - panoarama

## Demografia
| 1948 | 1953 | 1961 | 1971 | 1981 | 1991 | 2002 | 2011 |
| ---- | ---- | ---- | ---- | ---- | ---- | ---- | ---- |
| 344  | 342  | 310  | 278  | 222  | 187  | 158  | 120  |